# T.T彩たま
T.T彩たま（ティーティーさいたま、英: T.T Saitama）は、日本のプロ卓球チーム。本拠地は埼玉県。Tリーグ所属。

## 概要
当初は仮称として「チーム埼玉」としていたが、2018年3月4日放送のフジテレビ系「ワイドナショー」にてコメンテーターとして出演した柚木美音が卓球を意味する英語「table tennis」と自身が大ファンであるTWICEの代表曲「TT」から発案した「T.Tさいたま」を基に、運営会社にて埼玉県の愛称として親しまれている「彩の国」から「T.T彩たま」とした。

## 歴史
- 2018年4月18日 - チーム名を発表した。
- 2018年10月24日 - Tリーグ開幕戦、木下マイスター東京と対戦し、1-3で敗れた[3]。
- 2022年3月3日 - プレーオフ ファイナルで木下マイスター東京と対戦し、1-3で敗れた。

## 成績
| シーズン | 試合数 | 勝利数 | 敗戦数 | 獲得 マッチ | 喪失 マッチ | 得失 マッチ | 勝ち点 | シーズン順位 | プレーオフ |
| 2018-19  | 21     | 10     | 11     | 43          | 47          | −4          | 35     | 3位          |            |
| 2019-20  | 21     | 10     | 11     | 49          | 43          | 6           | 38     | 3位          |            |
| 2020-21  | 21     | 5      | 16     | 38          | 54          | −16         | 23     | 4位          |            |
| 2021-22  | 21     | 10     | 11     | 47          | 45          | 2           | 36     | 2位          | 準優勝     |

## 選手とスタッフ

### 選手
| 背番号          | 国       | 選手名   | ランク | 戦型                 | 備考 |
| #3              | 日本の旗 | 高木和卓 | ☆2     | 右シェークドライブ型 |      |
| #8              | 日本の旗 | 宇田幸矢 | ☆5     | 左シェークドライブ型 |      |
| #11             | 日本の旗 | 小林広夢 | ☆      | 左シェークドライブ型 |      |
| #15             | 日本の旗 | 神巧也   | ☆2     | 右シェークドライブ型 |      |
| #26             | 日本の旗 | 木造勇人 | ☆2     | 左シェークドライブ型 |      |
| #8              | 日本の旗 | 有延大夢 | ☆      | 右シェークドライブ型 |      |
| #39             | 日本の旗 | 小野泰和 | ☆      | 左シェークドライブ型 |      |
| #77             | 日本の旗 | 曽根翔   | ☆3     | 右シェークドライブ型 |      |
| 2024-25シーズン |          |          |        |                      |      |

### スタッフ
| 役職             | 氏名       | 備考 |
| 監督             | 水野裕哉   |      |
| コーチ           | 町田進一郎 |      |
| 2024-25 シーズン |            |      |

### 歴代選手
- ティアゴ・アポローニャ：2018年 - 2019年
- 吉村真晴：2018年 - 2019年
- 鄭栄植：2018年 - 2019年
- 岸川聖也：2018年 - 2020年
- 黄鎮廷：2018年 - 2020年
- 平野友樹：2018年 - 2020年
- 戸上隼輔：2018年 - 2020年
- パナギオティス・ギオニス：2019年 - 2021年
- 松山祐季：2019年 - 2021年
- 髙見真己：2019年 - 2021年
- 趙勝敏：2020年 - 2021年
- 篠塚大登：2020年 - 2022年
- 丹羽孝希：2021年 - 2022年
- 上田仁：2021年 - 2022年